# Gustav Adolf Merkel
 Gustav Adolf Merkel  (Oberoderwitz, ma Oderwitz része) 1827. november 12. – Drezda, 1885. október 30.) német zeneszerző, zenepedagógus, orgonaművész. Orgonaművei a legtöbbet játszott orgonára írt kompozíciók közé tartoztak a 19. század második felében.

## Életpályája
Merkel édesapja tanár és orgonista volt. Zenélni Ernst Julius Ottónál és  Johann Schneidernél tanult. Több évig templomokban orgonált, amikor 1864-ben udvari orgonistának kérték fel. 1867 és 1873 között a Dreißigschen Singakademie dirigense volt. 1861-ben a királyi zenei konzervatórium tanára lett. Az ő tanítványa volt Hugo Richard Jüngst, drezdai kórusvezető és zeneszerző.
 Orgonaműveinek sikerén túl virtuóz orgonaművészetét is nagyra értékelték.

## Művei (válogatás)
- 9 orgonaszonáta (Opus 30, 42, 80, 115, 118, 137, 140, 178, 183), kiadta:  Otto Depenheuer[1]
- Orgonaiskola (Orgelschule), Opus 177
- 30 pedálgyakorlat (30 Etüden für Pedaltechnik), Opus 182
- Kórusmotetták (kiadta: Berliner Chormusik-Verlag 2007):

## Fordítás
- Ez a szócikk részben vagy egészben  a   Gustav Adolf Merkel című német Wikipédia-szócikk fordításán alapul.  Az eredeti cikk szerkesztőit annak laptörténete sorolja fel. Ez a jelzés csupán a megfogalmazás eredetét és a szerzői jogokat jelzi, nem szolgál a cikkben szereplő információk forrásmegjelöléseként.